# 白蛇廟
24°55′26″N 121°07′54″E / 24.923867°N 121.131714°E
白蛇廟，是位於臺灣桃園市楊梅區水美里的廟宇，祭祀白娘子與飼養白蛇。

## 建廟者
羅欽師，從事倉儲物流業，1990年代從馬來西亞返回台灣重新創業。過去他與兄弟羅欽練在桃園種植香菇，研發新的太空包。
羅欽師喜歡收集化石，為中華民國化石礦物協會會員。他亦歡飼養珍奇動物。1992年，朋友把一條母白蛇寄放在他家，之後便由他飼養。後又有另一名朋友從高雄甲仙引進一條公白蛇。這些白蛇屬於白化鼠蛇，平日以餵食雞蛋為主。1996年雌蛇生下六顆蛋。經口耳相傳，端午時節白蛇產卵時，常有媒體守候獵取鏡頭，也吸引觀眾前來。

## 沿革
羅欽師認為自飼養白蛇以來，事業數度逢凶化吉，讓他對白蛇有深厚的感情，遂決定好友前國代劉東隆共同建立白蛇廟，除供俸白蛇化身的白素貞，也在廟內飼養白蛇。羅欽師買下一間關閉的電子廠房作廟。2002年6月11日上午，白蛇廟舉行安座大典，四周途為之塞，車輛回堵近二公里。除了白素貞外，尚供有瑤台老母、三清道祖、觀世音菩薩、關聖帝君、天上聖母、張天師等。廟址在楊梅水美楊新路二段290號。

## 活動
羅欽師訂每年端午節為白娘娘壽誕，當天舉辦傳統活動。並邀國內各地飼養白蛇的蛇主，帶著白蛇齊聚一堂。如2003年6月3日， 羅欽師的劉姓友人將十二歲的母青蛇送來作客，象徵丫環小青向白娘娘祝壽，送來白蛇廟作客一個月。次年6月20日，羅欽師友人劉敏川帶著帶著樹蟒、墨西哥王蛇在端午節前相會。也有馬來西亞檳城一家信奉青蛇的蛇廟，表態有意與白蛇廟互相交流。
廟方也開放民眾撫摸白蛇、提供白蛇的脫皮回家供奉、認養白蛇。端午節會有立蛋活動，也安排與白蛇合影、贈送香包。香客除求財外，也有男女前來求姻緣，加上相傳白素貞與許仙曾開中醫藥舖行醫，遂有信眾前來求健康。
廟內還有展覽直徑達152公分、名為「天道易經羅經盤」的羅經盤，為彭暐榮所設計。

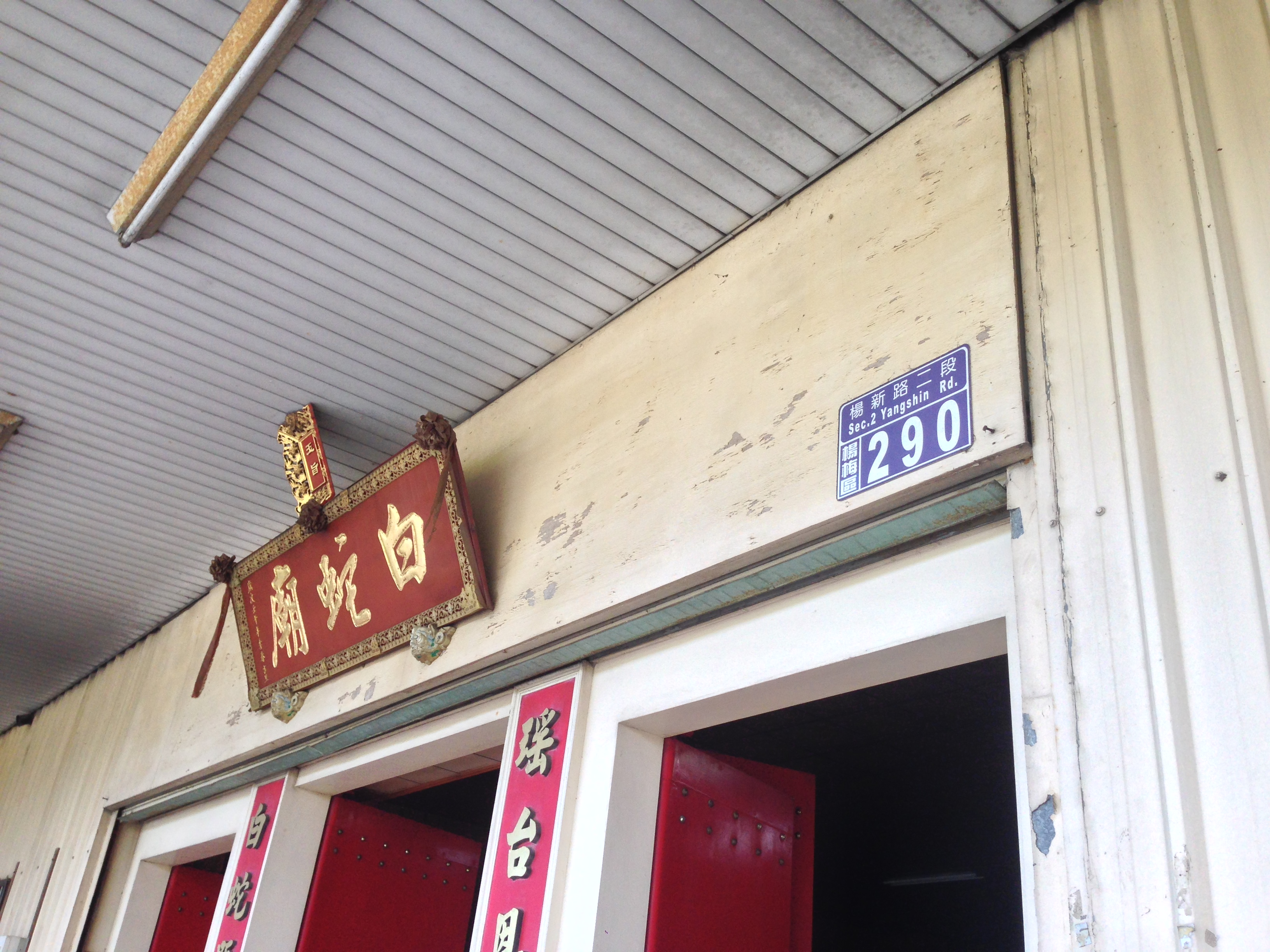
門牌為楊梅區楊新路二段290號。
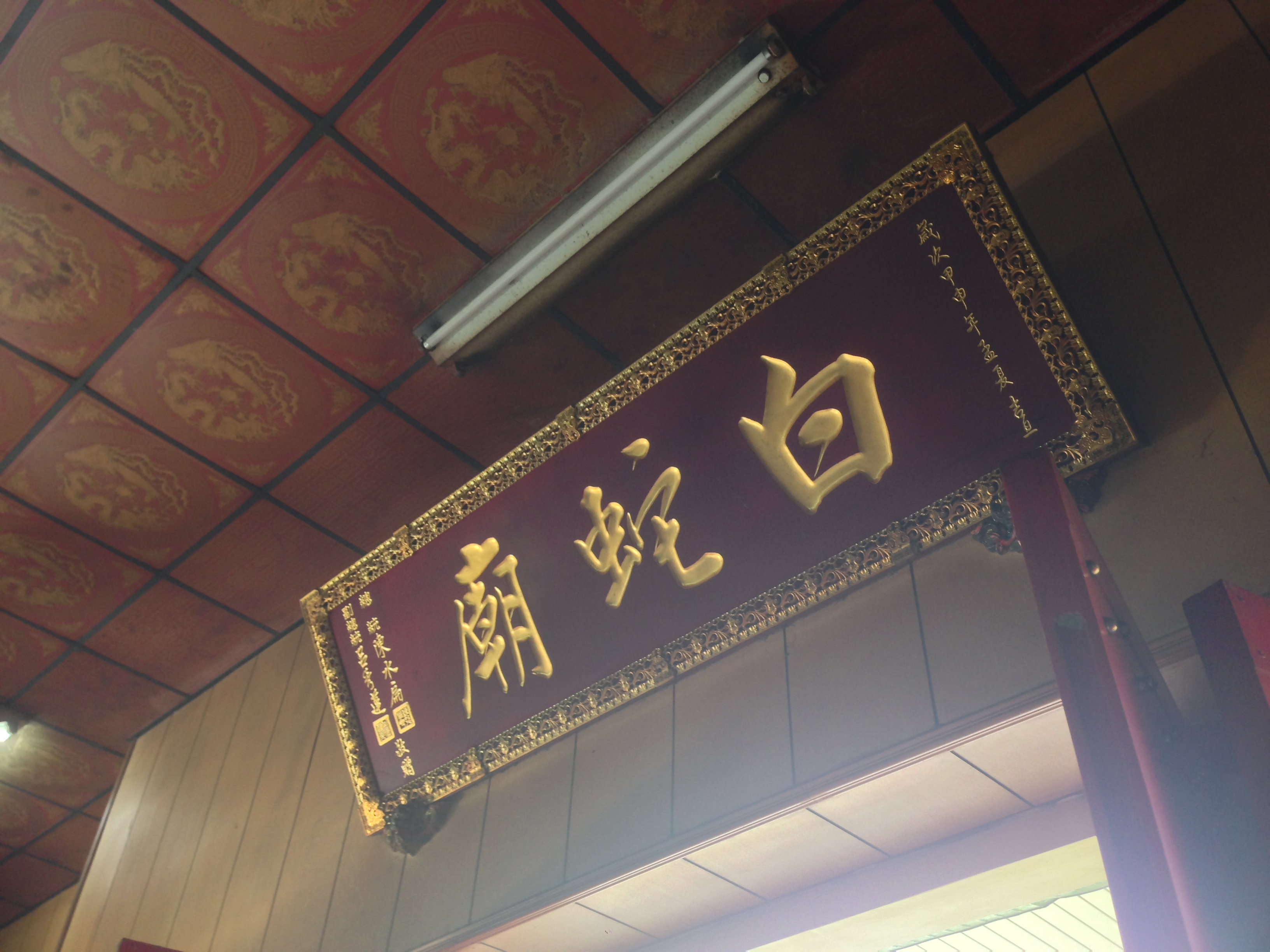
陳水扁與呂秀蓮合贈的匾額。
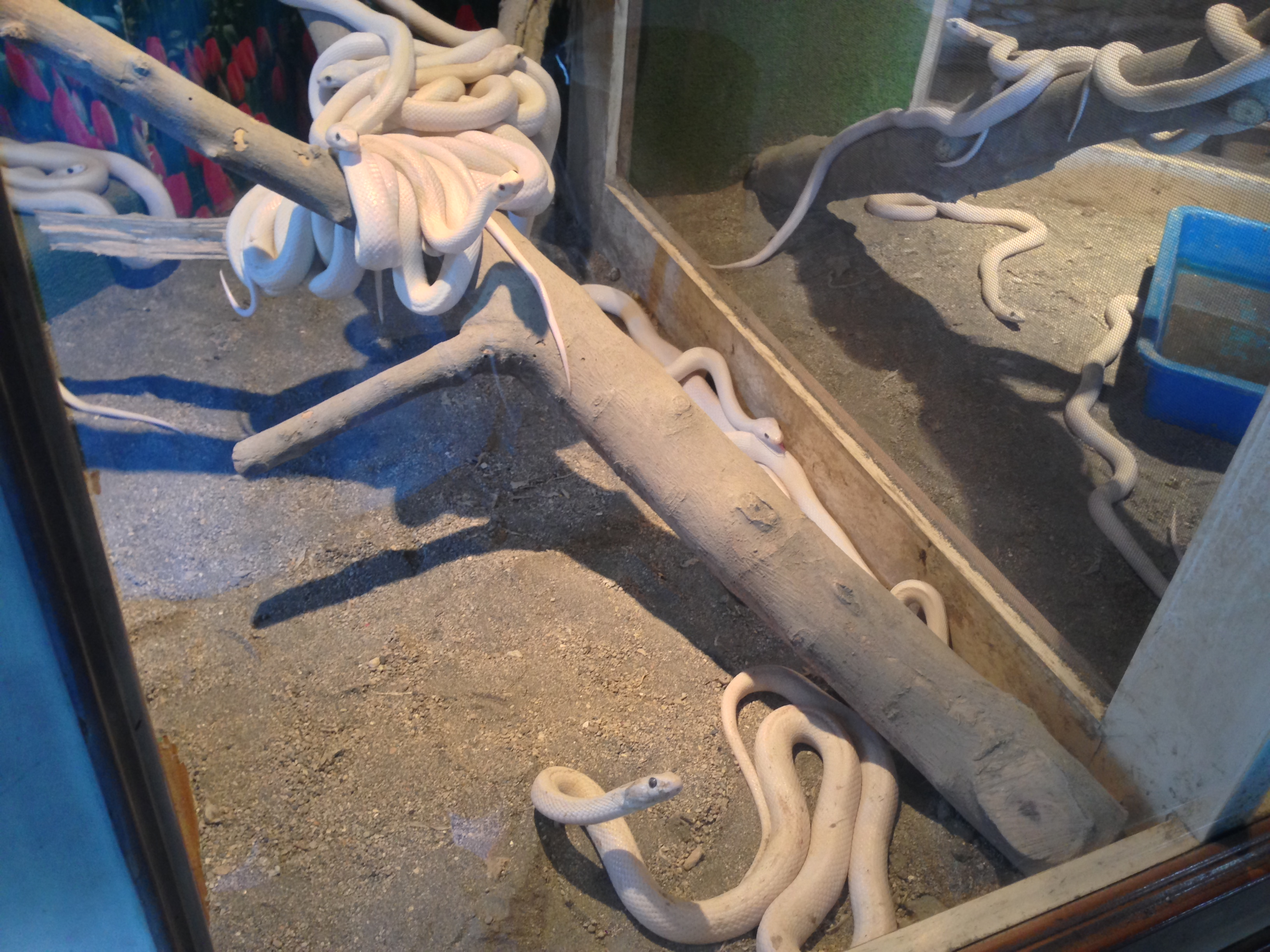
白蛇
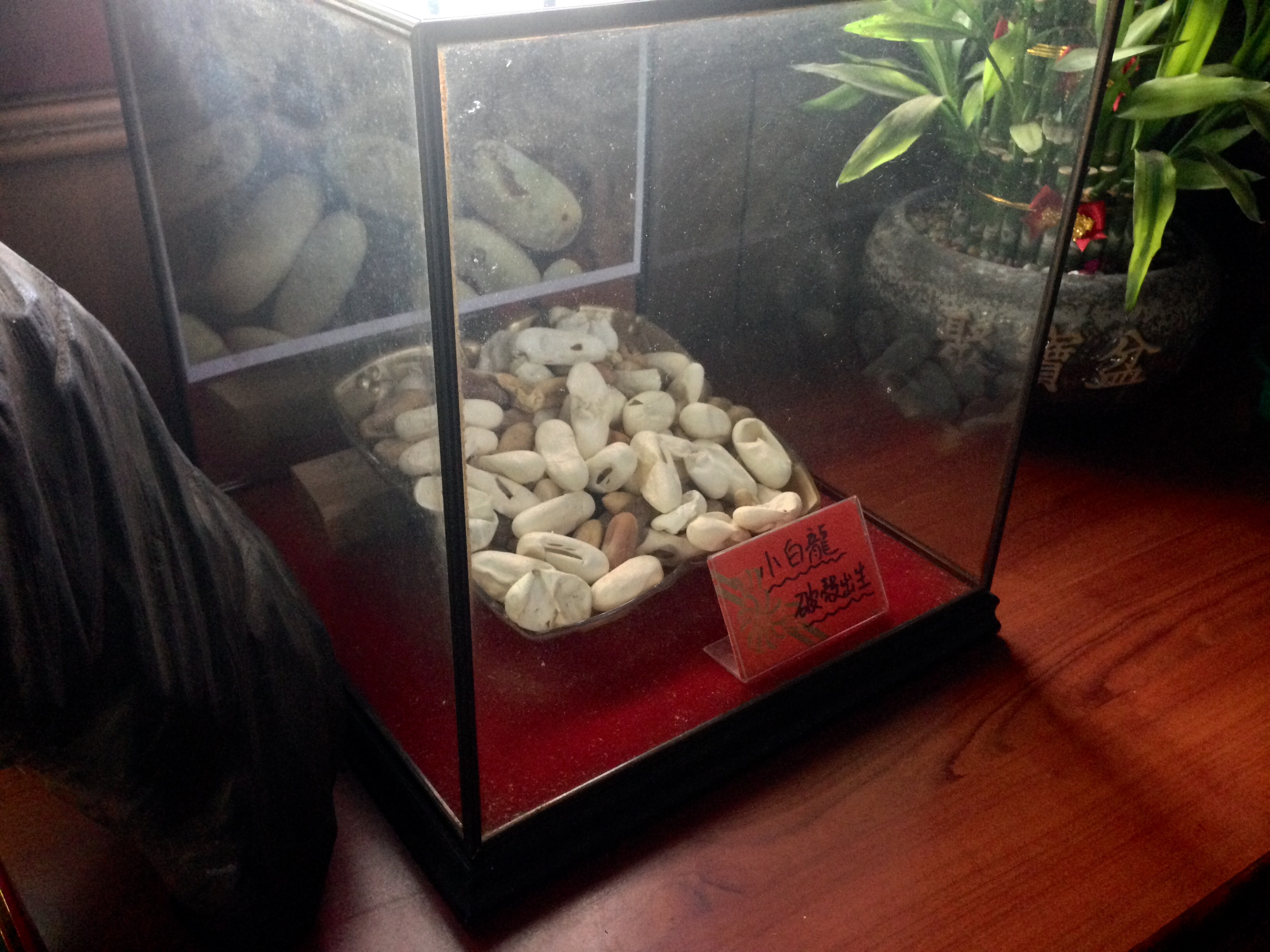
白蛇卵
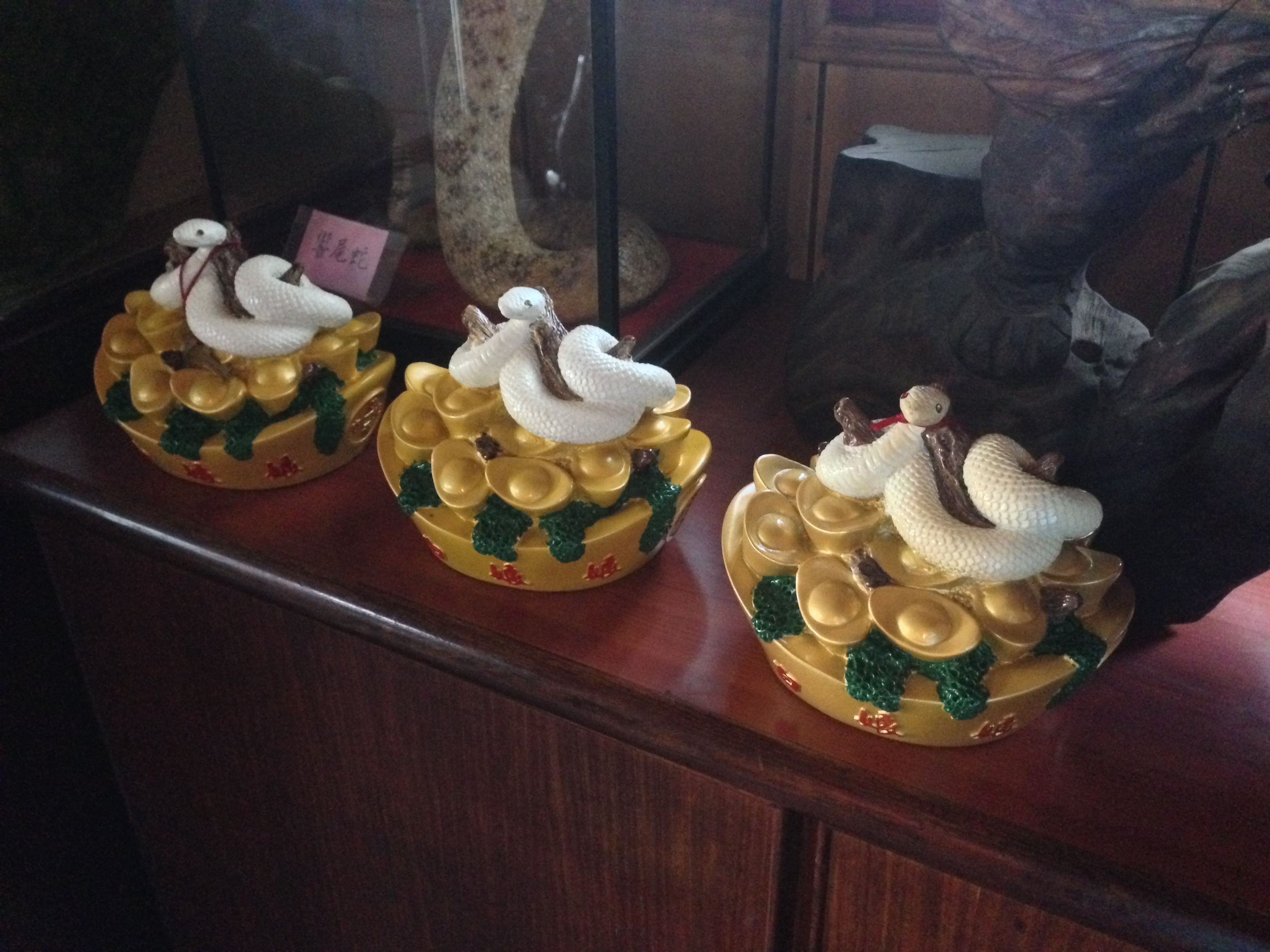
白蛇像
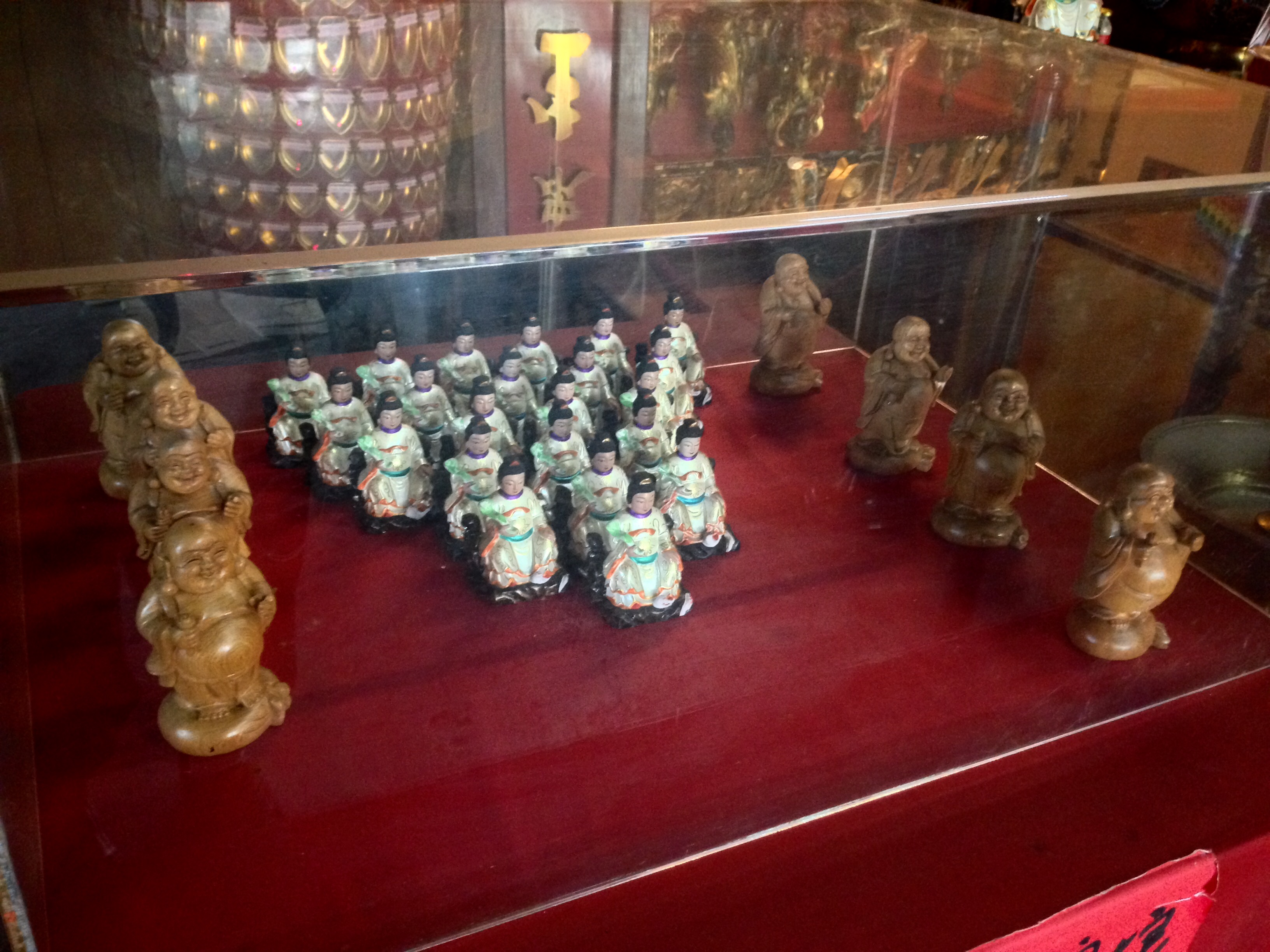
白蛇娘娘像

## 外部連結
- 白蛇廟的Facebook專頁
- 白蛇廟官網 （页面存档备份，存于）